# Taraxacum obtusulum
Taraxacum obtusulum — вид квіткових рослин з родини айстрових (Asteraceae). Вид зростає в Європі: Чехія, Данія, Фінляндія, Німеччина, північноєвропейська Росія, Польща; це багаторічна рослина помірних біомів.